# Pascal Obispo
Pour les articles homonymes, voir Obispo.
Pascal Obispo, né le 8 janvier 1965 à Bergerac (Dordogne), est un auteur-compositeur-interprète français.
Il connaît le succès dès 1992 avec le titre Plus que tout au monde. Parallèlement à sa carrière de chanteur, il signe de nombreux succès pour d'autres artistes, tels que Florent Pagny, Johnny Hallyday, Garou, Zazie, Marc Lavoine, Natasha St-Pier, Patricia Kaas, mais aussi la comédie musicale Les Dix Commandements. En tant qu'interprète Pascal Obispo a vendu plus de cinq millions d'albums et en tant que compositeur quatorze millions.
Pascal Obispo a souvent mis sa popularité au profit d'œuvres humanitaires, tout particulièrement au service des Restos du Cœur et de la lutte contre le sida.

## Biographie
Pascal Michel Obispo,,, fils de Max Obispo (un ancien joueur de football des Girondins de Bordeaux aux origines basques) et de Nicole Guérin (originaire d'Angers), naît le 8 janvier 1965 à Bergerac. En 1978, à 13 ans, après le divorce de ses parents, il est élevé par sa mère qui décide de s'installer à Rennes. Son père Max aura une petite notoriété en publiant deux livres, un sur le foot, peu après avoir été international, et Le Sable d’Ararat, en 2010, roman né d’une rencontre avec la ministre de la Culture arménienne Hasmik Boghossian lorsqu'il découvre les similitudes entre la langue arménienne et le basque.

### Vie privée
Pascal Obispo est le père de Sean, qu'il a eu en 2000 avec Isabelle Funaro et pour lequel il a écrit son titre Millésime.
Il fréquente la chanteuse Jenifer de 2008 à 2009,.
Le 26 février 2008, il sauve la vie de Nicolas Lacambre, un jeune motard qui vient d'être percuté par un chauffard qui a pris la fuite. Pascal Obispo voit l'accident se produire au loin. Arrivé sur les lieux, il appelle les secours et porte la victime et son bras sectionné sur le bas-côté, afin d'éviter tout accident supplémentaire. Il reprend la route dès l'arrivée des secours, pour éviter de faire la une des magazines. Ce sont les gendarmes qui apprennent l'identité de son sauveur à Nicolas Lacambre. Ils se rencontrent finalement un an et demi après les faits, à l'issue d'un match des Girondins de Bordeaux, et deviennent amis. Cet épisode est resté secret 11 ans, jusqu'à la publication du livre de Nicolas Lacambre On n'est pas seul sur Terre et du single de Pascal Obispo du même nom,,.
Il se marie le 19 septembre 2015 avec la mannequin Julie Hantson à l'église Notre-Dame-des-Flots, au Cap Ferret. Le couple divorce en 2022.
Le 25 mai 2023, il apparaît sur la une de Paris Match aux côtés de la journaliste Sonia Mabrouk, avec laquelle on lui prête une relation, démentie depuis par les deux parties.

### Carrière

#### Années 1980
Rennes est au début des années 1980 une des villes du rock en France. C'est dans la capitale bretonne, alors scolarisé au Lycée Émile-Zola, qu'il commence la musique, après avoir découvert le groupe The Cure en répétition à côté du terrain de basketball où il jouait. Il se prend par ailleurs de passion pour le groupe rock rennais Marquis de Sade.
En 1983, alors qu'il est en Terminale interne à l'institution libre de Combrée, il crée le groupe Words Of Goethe avec des amis de son ancien lycée rennais (notamment le parolier Alain Gaudiche). Après son service militaire, entre janvier et août 1986, il est le bassiste du groupe new wave Evening Legions.
En 1988, il intègre le groupe new wave Senso, qui compte alors comme membres Frank Darcel (un ancien du groupe Marquis de Sade) et Frédéric Renaud. À l'origine bassiste, il devient par la suite le chanteur du projet.

#### Années 1990
Au tournant des années 1990, le groupe Senso prépare un premier album mais, après discussion, décide d'en faire le premier album solo de Pascal Obispo. Le disque, intitulé Le Long du fleuve, sort en 1990 chez EMI avec des chansons écrites par Franck Darcel, et soutenu par le single Les avions se souviennent. L'album passera inaperçu.
En 1991, Pascal Obispo signe son premier contrat d'artiste avec Epic et publie son deuxième album (Plus que tout au monde) en 1992, qui rencontre un vrai succès grâce au single du même nom et au titre Tu vas me manquer, qui atteint la 16e place du Top 50.
En 1993, il compose et chante la chanson d’une publicité pour les glaces Cornetto de chez Motta.
Fin 1994, il sort l'album Un jour comme aujourd'hui, confirmant son succès avec des titres comme Tombé pour elle (L'île aux oiseaux) et Tu compliques tout, et révélant l'influence de Michel Polnareff (dont il reprend Holidays) et des Beatles. L'album s'écoule à plus de 500 000 exemplaires.
En 1995, il rencontre Lionel Florence, avec qui il compose le générique de la série de TF1 Sous le soleil. La même année, il profite de sa renommée grandissante pour s'impliquer dans la lutte contre le sida, autour de l'album Entre sourires et larmes, avec six titres signés par Lionel Florence.
Début 1996, il fait la première partie de Céline Dion pour 13 dates, dont quatre à Bercy. Il sort ensuite son 4e album, Superflu. Grâce aux titres Personne, Il faut du temps, Lucie, Où et avec qui tu m'aimes ? et au duo Les meilleurs ennemis avec Zazie, il touche un très large public, permettant à l'album de dépasser le million de ventes.
En 1997, il commence à collaborer avec d'autres artistes. En novembre, il travaille avec Florent Pagny sur son album Savoir aimer, qui atteint les 2 millions de ventes. L'année suivante, il réalise l'album de Johnny Hallyday, Ce que je sais (composant entre autres la chanson Allumer le feu). Puis, avec Lionel Florence, il écrit Sa raison d'être, chanson regroupant 42 artistes sur une même chanson au bénéfice de la lutte contre le sida. Cette compilation atteint les 700 000 ventes et rapporte plus de 45 millions de francs à ECS, dont il est membre d'honneur du Conseil d'administration.
Le 28 juillet 1997, lors d'un concert en plein air à Ajaccio, un homme de 19 ans lui tire dessus à la carabine à plombs et le blesse au visage (il en gardera une cicatrice au sourcil gauche),,.
Après avoir publié l'album Live 98, issu de sa tournée Superflu, il réalise en 1999 l'album Le mot de passe de Patricia Kaas, et participe à la réalisation de plusieurs titres du nouvel album de Florent Pagny, RéCréation. En décembre, il sort son 5e album studio, Soledad, qui totalise 700 000 ventes, porté par les titres Soledad, L'important c'est d'aimer, Tue par amour, Pas besoin de regrets et Ce qu'on voit Allée Rimbaud.

#### Années 2000
Pascal Obispo travaille pendant près d'un an pour la sortie en juin 2000 de l'album de la comédie musicale Les Dix Commandements, dont la première a lieu en octobre au Palais des sports de Paris. En décembre, il compose Noël Ensemble, réunissant 112 artistes au profit de la lutte contre le sida (600 000 exemplaires vendus). Cette même année, il épouse Isabelle Funaro à Paris le 4 avril, et son fils Sean naît quelques mois plus tard, le 11 octobre, lui inspirant le titre Millésime. En 2001, il est élu « artiste masculin de l'année » aux NRJ Music Awards.
Il réalise ensuite en 2002 l'album De l'amour le mieux de Natasha St-Pier (incluant le duo Tu trouveras) qui atteint plus de 750 000 ventes et est certifié disque de Platine en France. Il collaborera ensuite sur plusieurs des albums suivants de la chanteuse, interprétant avec elle un autre duo, Mourir demain, qui connaîtra un grand succès.
En 2004 sort son 6e album, Studio Fan - Live Fan, double album qui rend notamment hommage à Michel Polnareff. La tournée Fan Tour, qui rassemble plus de 500 000 spectateurs, lui permet de recevoir sa première Victoire de la musique à titre personnel, celle du « Spectacle musical, tournée ou concert de l’année » (en 2001, le titre L'envie d'aimer qu'il a composé pour Les dix commandements a remporté la « Victoire de la chanson originale de l’année »).
Le 15 mai 2006, il sort son 7e album, Les Fleurs du bien, qui contient entre autres les chansons Rosa et 1980 (avec Melissa Mars). En janvier 2007, il prend le pseudonyme de Vitoo le temps d'une chanson avec Fatal Bazooka, Mauvaise foi nocturne (n°1 du Top 50), parodie du duo Confessions nocturnes de Diam's et Vitaa. En juin, il reprend le rôle de Vitoo pour sa chanson Le Chanteur idéal.
En 2007, il publie le single Nouveau voyage (C'est la vie), en featuring avec le rappeur américain Baby Bash, qui se classe à la 10eme meilleure vente de singles.
En février 2009, le chanteur offre deux concerts, au théâtre Olympia d'Arcachon, dont l’intégralité des recettes est versée au profit des ostréiculteurs du bassin d’Arcachon et à la reconstruction du massif forestier (à la suite de la tempête de janvier 2009). Le 16 avril 2009, il lance sa webradio sur le bouquet de radios numériques GOOM, où il diffuse librement ses titres.
En avril 2009, il prend le pseudonyme « Captain Samouraï Flower » et publie l'album Welcome to the Magic World of Captain Samouraï Flower, qui connaît un succès mitigé.

#### Années 2010

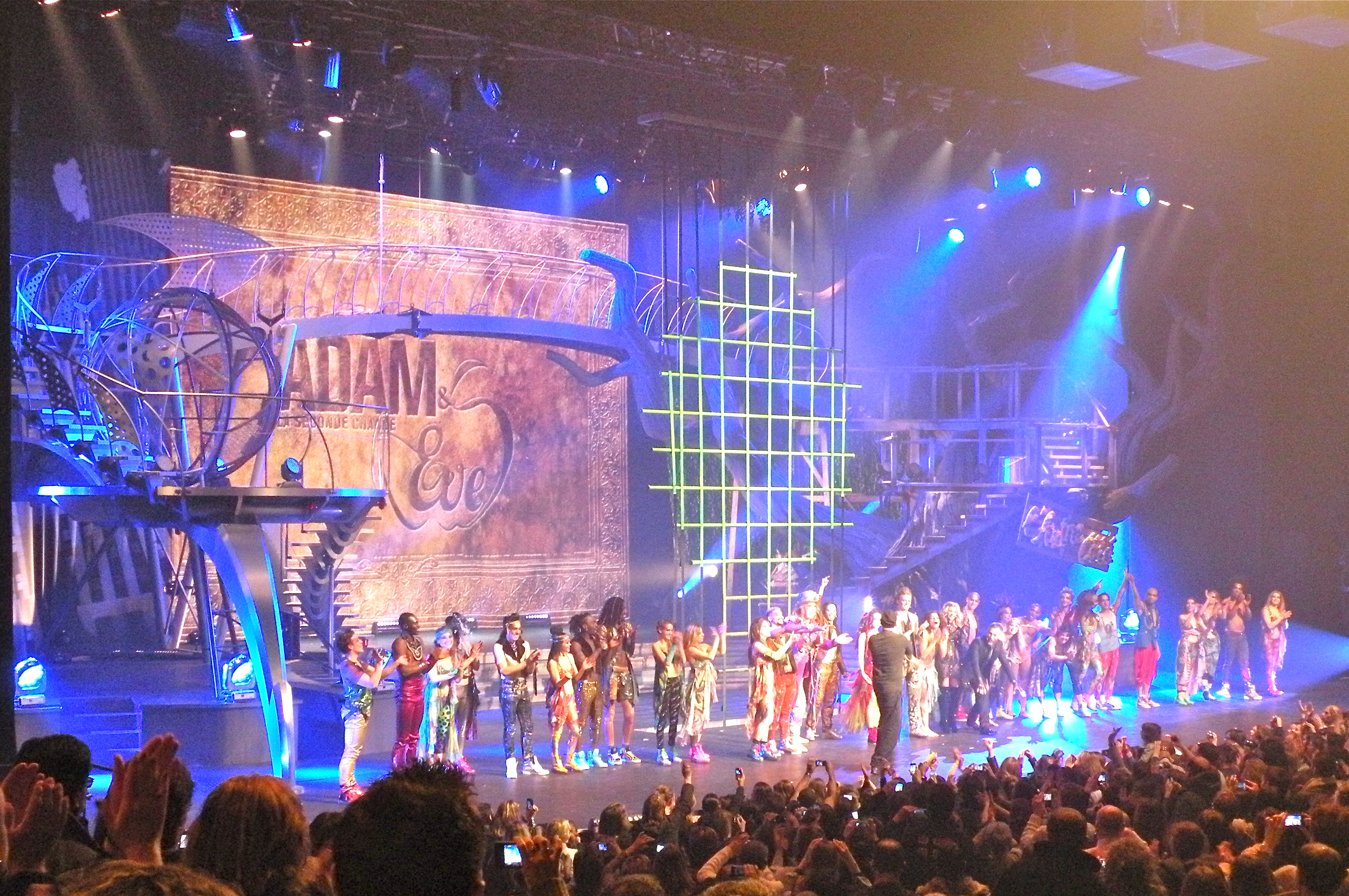
La scène dAdam et Ève : La Seconde Chance aux Palais des Sports.

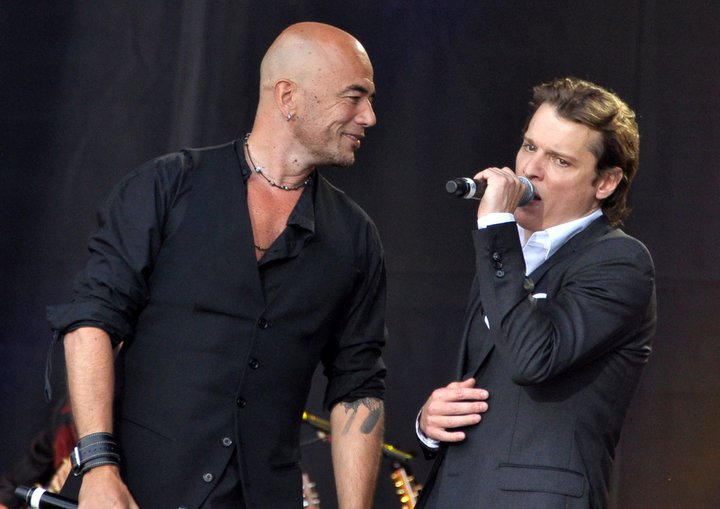
Pascal Obispo et Bénabar en 2011.

En juin 2010, Pascal Obispo se lance dans la réalisation de la comédie musicale Adam et Ève : La Seconde Chance. Son objectif est de créer un spectacle musical moderne et poétique, qui parle d'amour et de musique aux générations nées avec le web. Les représentations du spectacle ont lieu du 31 janvier au 25 mars 2012 au Palais des Sports à Paris, mais la tournée prévue en septembre est annulée.
En janvier 2013 paraît le best of Millésimes, qui célèbre et retrace ses vingt années de succès, porté par deux titres inédits, Tu m'avais dit et Comment veux-tu que je t'aime, et une nouvelle tournée, le Millésimes Tour.
En septembre 2013 sort le single D'un Ave Maria, extrait de l'album Le Grand Amour qui paraît le 2 décembre et est certifié double disque de platine.
En février 2016 est publié l'album Billet de femme dont les textes sont tirés des recueils Romance et Pauvres fleurs de la poétesse Marceline Desbordes-Valmore.
En décembre 2016, Pascal Obispo dévoile le single La Bonne Nouvelle, extrait de son spectacle musical Jésus, de Nazareth à Jérusalem, mis en scène par Christophe Barratier, qui évoque les trois dernières années de la vie de Jésus, dont les textes sont signés par Pierre-Yves Lebert et Didier Golemanas,. Les représentations débutent le 17 octobre 2017 au Palais des Sports à Paris. Une tournée dans toute la France a lieu de février à avril 2018.
En 2018, il est coach dans la 7e saison de The Voice : La Plus Belle Voix. La même année, il joue son propre rôle dans le film La Ch'tite Famille de Dany Boon.

#### Années 2020
Il retrouve sa place de coach lors de la neuvième saison de The Voice, il gagnera l'édition en 2020 avec Abi Bernadoth.
Pendant la pandémie de Covid-19 en France en 2020, il compose la musique du titre Pour les gens du secours sur un texte de Marc Lavoine. Florent Pagny les accompagne au chant. L’intégralité des droits est versé à la Fédération hospitalière de France et à la Fondation des Hôpitaux de France.
En juin 2020, son nouveau single J'ai compté sort.
En janvier 2021, il lance sa propre application de musique Obispo All Access, disponible sur l'App Store et Google Play, donnant accès à tout son catalogue, des titres inédits et des interviews, se retirant ainsi des plateformes de streaming.
En 2023, Pascal Obispo revient sur les plateformes de streaming et publie le titre J'étais pas fait pour le bonheur, en duo avec la chanteuse franco-italienne Giordana Angi, extrait de son nouvel album Le Beau qui pleut à paraître le 15 septembre. En octobre débutera la tournée 30 ans de succès avec 12 musiciens sur scène.
En 2024, il apparaît sur le single Et Bleu de Clara Morgane.
Son treizième album studio intitulé L'Archipel des séquelles sort le 15 novembre 2024. Il est constitué de 8 duos avec des artistes féminines (Carla Bruni, Nolwenn Leroy, Elodie Frégé, Zazie, Isabelle Boulay, Anne Sila, Sharon Laloum, Nawel Ben Kraîem) et de deux titres en solo.
En 2025, il interprète Notre Dame et la France.

## Discographie

### Albums studios
- 1990 : Le Long du fleuve
- 1992 : Plus que tout au monde
- 1994 : Un jour comme aujourd'hui
- 1996 : Superflu
- 1999 : Soledad
- 2004 : Studio Fan
- 2006 : Les Fleurs du bien
- 2009 : Welcome to the Magic World of Captain Samouraï Flower
- 2013 : Le Grand Amour
- 2016 : Billet de femme
- 2018 : Obispo
- 2021 : France
- 2022 : Histoires 2 France
- 2023 : Le Beau qui pleut
- 2024 : L'archipel des séquelles
- 2026 : Héritage

### Compilations
- 2013 : Millésimes

### Albums en public
- 1998 : Live 98
- 2001 : Millésime Live 00/01
- 2004 : Studio Fan - Live Fan
- 2007 : Les Fleurs de Forest
- 2014 : Millésimes (Live 2013-14)
- 2016 : Billet de femme (Le concert symphonique)
- 2024 :  30 ans de succès LIVE à Bruxelles

### Singles
| Année | Titre                                                                 | Album                                                 |
| ----- | --------------------------------------------------------------------- | ----------------------------------------------------- |
| 1990  | Les avions se souviennent                                             | Le Long du fleuve                                     |
| 1992  | Plus que tout au monde                                                | Plus que tout au monde                                |
| 1993  | Tu vas me manquer                                                     | Plus que tout au monde                                |
| 1993  | La moitié de moi                                                      | Plus que tout au monde                                |
| 1993  | Laurelenn                                                             | Plus que tout au monde                                |
| 1994  | Où est l'élue                                                         | Un jour comme aujourd'hui                             |
| 1994  | 69 %                                                                  | Un jour comme aujourd'hui                             |
| 1995  | Tombé pour elle (L'île aux oiseaux)                                   | Un jour comme aujourd'hui                             |
| 1995  | Tu compliques tout                                                    | Un jour comme aujourd'hui                             |
| 1996  | Personne                                                              | Superflu                                              |
| 1997  | Il faut du temps                                                      | Superflu                                              |
| 1997  | Où et avec qui tu m'aimes                                             | Superflu                                              |
| 1997  | Lucie                                                                 | Superflu                                              |
| 1997  | Les meilleurs ennemis (avec Zazie)                                    | Superflu                                              |
| 1998  | Assassine                                                             | Live 98                                               |
| 1998  | Tombé pour elle (L'île aux oiseaux) (live)                            | Live 98                                               |
| 1998  | Sa raison d'être (collectif d'artistes ; reprise en solo sur scène)   | Ensemble contre le SIDA                               |
| 1999  | Soledad (en duo avec Luz Cazal)                                       | Soledad                                               |
| 2000  | L'Important c'est d'aimer                                             | Soledad                                               |
| 2000  | Tue par amour                                                         | Soledad                                               |
| 2001  | Pas besoin de regrets                                                 | Soledad                                               |
| 2001  | Ce qu'on voit, allée Rimbaud                                          | Soledad                                               |
| 2001  | So many men (avec Youssou N'Dour)                                     | Single                                                |
| 2001  | Neil Armstrong ou Gagarine (live edit) + Clip [Promo]                 | Millésime Live 00/01                                  |
| 2002  | Millésime                                                             | Millésime Live 00/01                                  |
| 2003  | Fan                                                                   | Studio Fan - Live Fan                                 |
| 2003  | Zinédine (hommage à Zidane)                                           | Studio Fan - Live Fan                                 |
| 2004  | La prétention de rien                                                 | Studio Fan - Live Fan                                 |
| 2004  | Mourir demain (avec Natasha St-Pier)                                  | Studio Fan - Live Fan                                 |
| 2004  | D'un piano à l'autre (C'est la musique)                               | Studio Fan - Live Fan                                 |
| 2004  | Y'a pas un homme qui soit né pour ça (avec Florent Pagny et Calogero) | 10 ensemble contre le SIDA                            |
| 2006  | Rosa (hommage à Rosa Parks)                                           | Les Fleurs du bien                                    |
| 2006  | 1980 (avec Melissa Mars)                                              | Les Fleurs du bien                                    |
| 2007  | Les Fleurs du bien                                                    | Les Fleurs du bien                                    |
| 2007  | Le Chanteur idéal                                                     | Les Fleurs du bien                                    |
| 2007  | Nouveau voyage (C'est la vie) (avec Baby Bash)                        | Les Fleurs de Forest                                  |
| 2009  | Le Drapeau                                                            | Welcome to the Magic World of Captain Samouraï Flower |
| 2009  | Idéaliste                                                             | Welcome to the Magic World of Captain Samouraï Flower |
| 2009  | La valse des regrets                                                  | Welcome to the Magic World of Captain Samouraï Flower |
| 2010  | Si je manquais de ta peau                                             | Welcome to the Magic World of Captain Samouraï Flower |
| 2010  | Mary Jane                                                             | Welcome to the Magic World of Captain Samouraï Flower |
| 2011  | Je laisse le temps faire (avec Florent Pagny)                         | Tout et son contraire                                 |
| 2012  | Tu m'avais dit                                                        | Millésimes                                            |
| 2013  | Comment veux-tu que je t'aime                                         | Millésimes                                            |
| 2013  | D'un Avé Maria                                                        | Le Grand Amour                                        |
| 2014  | Arigatô                                                               | Le Grand Amour                                        |
| 2014  | Le Grand Amour                                                        | Le Grand Amour                                        |
| 2014  | Un homme est passé (avec Elodie Frégé)                                | Le Grand Amour                                        |
| 2014  | Pendant que je chante                                                 | Le Grand Amour                                        |
| 2015  | Kiss & Love (collectif d'artistes)                                    | Sidaction Les 20 Ans                                  |
| 2015  | Le secret perdu                                                       | Billet de femme                                       |
| 2016  | Je ne sais plus, je ne veux plus                                      | Billet de femme                                       |
| 2016  | Le Dernier Rendez-vous                                                | Billet de femme                                       |
| 2016  | Le Serment                                                            | Billet de femme                                       |
| 2018  | Sa raison d'être (version 2018) (collectif d'artistes)                | Sidaction                                             |
| 2018  | L'Esprit grande prairie (avec Eddy Mitchell)                          | La Même Tribu, volume 2                               |
| 2018  | Chante la rue chante                                                  | Obispo                                                |
| 2018  | Rien ne dure                                                          | Obispo                                                |
| 2019  | On n'est pas seul sur la terre                                        | Obispo                                                |
| 2019  | Allons en fan                                                         | Obispo                                                |
| 2020  | Pour les gens du secours (avec Florent Pagny et Marc Lavoine)         | Single                                                |
| 2020  | J'ai compté                                                           | Single                                                |
| 2021  | À qui dire qu'on est seul                                             | France                                                |
| 2023  | J'étais pas fait pour le bonheur (avec Giordana Angi)                 | Le Beau qui pleut                                     |
| 2023  | Le Beau qui pleut                                                     | Le Beau qui pleut                                     |
| 2023  | Comment s'aimer                                                       | Le Beau qui pleut                                     |
| 2024  | Son âme d'enfant (avec Carla Bruni)                                   | L'archipel des séquelles                              |
| 2024  | Suffire (avec Élodie Frégé)                                           | L'archipel des séquelles                              |
| 2025  | Notre-Dame et la France                                               | Héritages                                             |
| 2025  | Appelle-moi Johnny                                                    | Héritages                                             |

### Albums
- Le Long du fleuve (14 mai 1990)[44] - quasi-introuvable car tiré à peu d'exemplaires chez EMI, avant d'être sous contrat chez Epic
- Plus que tout au monde (22 septembre 1992) 250 000 exemplaires vendus -  2 × Or[45]
- Un jour comme aujourd'hui (7 octobre 1994) 370 000 exemplaires vendus -  Platine[45]
- Superflu (29 octobre 1996) 1 250 000 exemplaires vendus -  Diamant[45]
- Live 98 (mai 1998) 550 000 exemplaires vendus -  Platine[45]
- Soledad (2 décembre 1999) 700 000 exemplaires vendus -  2 × Platine[45]
- Millésime Live 00/01 (novembre 2001) 600 000 exemplaires vendus -  2 × Platine[45]
- Studio Fan - Live Fan (16 juin 2004) 400 000 exemplaires vendus -  Platine[45]
- Les Fleurs du bien (15 mai 2006) 300 000 exemplaires vendus à ce jour -  Platine[réf. nécessaire]
- Les Fleurs de Forest (29 octobre 2007) 40 000 vidéos vendues -  2 × Platine[46]
- Welcome to the Magic World of Captain Samouraï Flower (12 octobre 2009) 50 000 exemplaires vendus -  Or[45]
- Millésimes (7 janvier 2013) 200 000 exemplaires vendus -  2 × Platine[45],[31]
- Le Grand Amour (2 décembre 2013) 200 000 exemplaires vendus -  2 × Platine[45]
- Billet de Femme (5 février 2016) Or[45]
- Billet de Femme - Le concert symphonique (2 décembre 2016)
- Obispo (12 octobre 2018) Or[45]

### Collaborations
Présenté comme compositeur et interprète, Pascal Obispo a également écrit les paroles sur la plupart de ses albums, ainsi que pour d'autres artistes, comme Natasha St-Pier (L'Instant d'après), Garou (L'Injustice) et Calogero (Prendre l'air).
Inversement, ses propres albums comptent de moins en moins de titres écrits de sa plume.
Pascal Obispo a collaboré avec de très nombreux artistes. Les collaborations les plus remarquables sont :
- Florent Pagny - sur l'album Savoir aimer en 1997 puis sur la plupart des albums de l'artiste (on lui doit notamment Ma liberté de penser, Chanter ou encore Et un jour, une femme).
- Johnny Hallyday - il compose et réalise la quasi-totalité de l'album Ce que je sais en 1998 (dont Allumer le feu).
- Patricia Kaas - il compose et réalise la quasi-totalité de l'album Le Mot de passe en 1999.
- Natasha St-Pier - il compose et réalise de nombreuses chansons depuis De l'amour le mieux, dont le tube Mourir demain
- Association Ensemble contre le Sida : Sa raison d'être, Noël ensemble, Love United, Y'a pas un homme qui soit né pour ça… En septembre 2014, il participe au single inédit Kiss & Love qu'il compose au profit du Sidaction[47],[48].
- Zazie - collaboration sur les titres 1, 2, 3 Soleil et Zen
- Michel Delpech - Sans remords, ni regrets sur l'album Le Roi de rien en 1997
- Marc Lavoine - Fais semblant sur l'album 7e ciel.
- Baby Bash - chanson Nouveau Voyage, avec Danny Trejo dans le clip.
- Clémence Lhomme - album Dis-moi (1998)
- Calogero - collaboration sur son premier album solo, Au milieu des autres.
- Nolwenn Leroy - réalisation de son premier album
- Les Dix Commandements, comédie musicale avec Daniel Lévi et Ginie Line
- Youssou N'Dour - So Many Men
- Cristina Marocco - On s'en va
- Lionel Richie - I Forgot (version anglaise de L'important c'est d'aimer)
- Garou - L'Injustice et Même par amour (sur l'album Garou)
- Faudel - album Mundial corrida
- Céline Dion - The Greatest Reward (version anglaise de L'Envie d'aimer)
- Michaël Youn - il est Vitoo (un personnage fictif, équivalent de Vitaa en masculin), l'ami de Fatal Bazooka dans Mauvaise Foi nocturne (parodie de Confessions nocturnes de Diam's et Vitaa).
- Amel Bent : Nouveau Français sur l'album À 20 ans
- Melissa Mars : Love Machine et Et si nous 2 sur l'album À la recherche de l'amour perdu
- Isabelle Adjani - il compose, réalise - en coréalisation avec Cécile de Laurentis -, et co-interprète parfois l'album Bande originale (2023)
- Alizée - collaboration avec Zazie sur l'album Blonde.
- Roberto Bellarosa - single Agathe.

### Classement des singles chantés ou composés par Obispo
Note : le classement en Belgique francophone étant en fonction depuis avril 1995, les ventes des titres antérieurs ne sont pas indiquées avant cette date.
| Années | Titres                                                                                     | Classement des ventes | Classement des ventes | Classement des ventes | Classement des ventes |
| Années | Titres                                                                                     | FR ,                  | BEL/Wa                | SUI                   | P-B                   |
| ------ | ------------------------------------------------------------------------------------------ | --------------------- | --------------------- | --------------------- | --------------------- |
| 1992   | Plus que tout au monde (Pascal Obispo)                                                     | 38                    | —                     | —                     | —                     |
| 1993   | Tu vas me manquer (Les mains qui se cherchent) (Obispo)                                    | 16                    | —                     | —                     | —                     |
| 1995   | Tombé pour elle (L'île aux oiseaux) (Obispo)                                               | 12                    | 37                    | —                     | —                     |
| 1995   | Tu compliques tout (Obispo)                                                                | 21                    | —                     | —                     | —                     |
| 1996   | Zen (Zazie)                                                                                | 23                    | —                     | —                     | —                     |
| 1996   | Personne (Obispo)                                                                          | 9                     | 26                    | —                     | —                     |
| 1997   | Il faut du temps (Obispo)                                                                  | 40                    | —                     | —                     | —                     |
| 1997   | Lucie (Obispo)                                                                             | 6                     | 14                    | —                     | —                     |
| 1997   | Savoir aimer (Florent Pagny)                                                               | 1                     | 1                     | —                     | —                     |
| 1997   | Les meilleurs ennemis (Zazie et Obispo)                                                    | 39                    | 20                    | —                     | —                     |
| 1998   | Allumer le feu (Johnny Hallyday)                                                           | 10                    | —                     | —                     | —                     |
| 1998   | Debout (Hallyday)                                                                          | 58                    | —                     | —                     | —                     |
| 1998   | Seul (Hallyday)                                                                            | 32                    | —                     | —                     | —                     |
| 1998   | Sous le soleil (Avy Marciano)                                                              | 83                    | —                     | —                     | —                     |
| 1998   | Ce que je sais (Hallyday)                                                                  | 9                     | 16                    | —                     | —                     |
| 1998   | Chanter (Pagny)                                                                            | 16                    | 15                    | —                     | —                     |
| 1998   | Assassine (Obispo)                                                                         | 18                    | 14                    | —                     | —                     |
| 1998   | Tombé pour elle (L'île aux oiseaux) (live) (Obispo)                                        | 80                    | 40                    | —                     | —                     |
| 1999   | Une femme comme une autre (Patricia Kaas)                                                  | 78                    | —                     | —                     | —                     |
| 1999   | Heb het leven lief (Liesbeth List)                                                         | —                     | —                     | —                     | 99                    |
| 1999   | Prendre l'air (Calogero)                                                                   | 96                    | —                     | —                     | —                     |
| 1999   | Ma liberté contre la tienne (Kaas)                                                         | 34                    | 26                    | —                     | —                     |
| 2000   | Chanter (Les Enfoirés)                                                                     | 47                    | —                     | —                     | —                     |
| 2000   | Mon chercheur d'or (Kaas)                                                                  | 74                    | —                     | —                     | —                     |
| 2000   | De cendres et de terre (Calogero)                                                          | 57                    | —                     | —                     | —                     |
| 2000   | L'important c'est d'aimer (Obispo)                                                         | 32                    | 12                    | —                     | —                     |
| 2000   | L'Envie d'aimer (Daniel Lévi)                                                              | 2                     | 2                     | 20                    | —                     |
| 2000   | La peine maximum (Pablo Villafranca)                                                       | 10                    | 7                     | —                     | —                     |
| 2000   | Et un jour, une femme (Pagny)                                                              | 5                     | 2                     | —                     | —                     |
| 2001   | Pas besoin de regrets (Obispo)                                                             | 43                    | —                     | —                     | —                     |
| 2001   | Au nom d'une femme (Hélène Ségara)                                                         | 44                    | —                     | —                     | —                     |
| 2001   | Ce qu'on voit, allée Rimbaud (Obispo)                                                      | 29                    | 26                    | —                     | —                     |
| 2001   | I Forgot (Lionel Richie)                                                                   | —                     | 18                    | —                     | —                     |
| 2002   | On s'en va (Cristina Marocco)                                                              | 84                    | —                     | —                     | —                     |
| 2002   | Millésime (Obispo)                                                                         | 3                     | 2                     | —                     | —                     |
| 2002   | Tu trouveras (Natasha St-Pier)                                                             | 3                     | 3                     | 20                    | —                     |
| 2002   | Live For Love United (Love United)                                                         | 4                     | 66                    | 10                    | —                     |
| 2002   | Nos rendez-vous (St-Pier)                                                                  | 15                    | 15                    | 45                    | —                     |
| 2002   | So Many Men (Youssou N'Dour et Obispo)                                                     | 35                    | 27                    | 85                    | —                     |
| 2003   | L'Envie d'aimer (Les Enfoirés - Julien Clerc, Patrick Fiori, Catherine Lara et Liane Foly) | 114                   | —                     | —                     | —                     |
| 2003   | Alors on se raccroche (St-Pier)                                                            | 47                    | —                     | 72                    | —                     |
| 2003   | Cassé (Nolwenn Leroy)                                                                      | 1                     | 1                     | 4                     | —                     |
| 2003   | Ma liberté de penser (Pagny)                                                               | 1                     | 1                     | 8                     | —                     |
| 2003   | Fan (Obispo)                                                                               | 1                     | 1                     | 15                    | —                     |
| 2003   | Je trace (Pagny)                                                                           | 26                    | 34                    | 65                    | —                     |
| 2003   | Tant que c'est toi (St-Pier)                                                               | 11                    | 5                     | 31                    | —                     |
| 2003   | Zinedine (Obispo)                                                                          | 8                     | 4                     | 53                    | —                     |
| 2004   | Mourir demain (Obispo et St-Pier)                                                          | 7                     | 4                     | 18                    | —                     |
| 2004   | Y'a pas un homme qui soit né pour ça (Sidaction - Pagny, Calogero, Obispo)                 | 20                    | —                     | 45                    | —                     |
| 2006   | Un ange frappe à ma porte (St-Pier)                                                        | 2                     | 1                     | 19                    | —                     |
| 2006   | L'injustice (Garou)                                                                        | 11                    | 17                    | 44                    | —                     |
| 2006   | Ce silence (St-Pier)                                                                       | 28                    | 25                    | —                     | —                     |
| 2006   | Rosa (Obispo)                                                                              | 7                     | —                     | —                     | —                     |
| 2006   | 1980 (Obispo et Melissa Mars)                                                              | 5                     | 3                     | 43                    | —                     |
| 2006   | Tant que j'existerai (St-Pier)                                                             | 36                    | 23                    | —                     | —                     |
| 2007   | Mauvaise foi nocturne (La réponse) (Fatal Bazooka et Vitoo)                                | 1                     | 1                     | 15                    | —                     |
| 2007   | Love Machine (Mars)                                                                        | 93                    | —                     | —                     | —                     |
| 2007   | Les fleurs du bien (Obispo)                                                                | 18                    | 32                    | —                     | —                     |
| 2007   | Le chanteur idéal (Obispo)                                                                 | —                     | —                     | —                     | —                     |
| 2007   | Nouveau Français (Amel Bent)                                                               | 3                     | 7                     | 75                    | —                     |
| 2007   | Nouveau voyage (C'est la vie) (Obispo et Baby Bash)                                        | —                     | 10                    | —                     | —                     |
| 2008   | Embrasse-moi (St-Pier)                                                                     | —                     | 28                    | —                     | —                     |
| 2009   | Le drapeau (Obispo)                                                                        | 6                     | 7                     | —                     | —                     |
| 2009   | Idéaliste (Obispo)                                                                         | —                     | 18                    | —                     | —                     |
| 2010   | La valse des regrets (Obispo)                                                              | —                     | —                     | —                     | —                     |
| 2010   | Si je manquais de ta peau (Obispo)                                                         | —                     | —                     | —                     | —                     |
| 2010   | Mary Jane (Obispo)                                                                         | —                     | —                     | —                     | —                     |
| 2011   | Je laisse le temps faire (Obispo)                                                          | 186                   | —                     | —                     | —                     |
| 2012   | Ce qu'on ne m'a jamais dit (Adam et Ève : La Seconde Chance - Thierry Amiel et Cylia)      | 199                   | —                     | —                     | —                     |
| 2012   | Tu m'avais dit (Obispo)                                                                    | 62                    | 30                    | —                     | —                     |
| 2013   | Comment veux-tu que je t'aime (Obispo)                                                     | —                     | —                     | —                     | —                     |
| 2013   | D'un Avé Maria (Obispo)                                                                    | 33                    | 25                    | —                     | —                     |
| 2014   | Arigatô (Obispo)                                                                           | 134                   | —                     | —                     | —                     |
| 2014   | Blonde (Alizée)                                                                            | 63                    | —                     | —                     | —                     |
| 2014   | Le grand amour (Obispo)                                                                    | 175                   | —                     | —                     | —                     |
| 2014   | Alcaline (Alizée)                                                                          | 172                   | —                     | —                     | —                     |
| 2014   | Un homme est passé (Obispo et Élodie Frégé)                                                | —                     | —                     | —                     | —                     |
| 2014   | Agathe (Roberto Bellarosa)                                                                 | —                     | —                     | —                     | —                     |
| 2014   | Kiss & Love (Sidaction)                                                                    | 47                    | —                     | —                     | —                     |
| 2014   | Lucie (Leroy et Francis Cabrel)                                                            | 193                   | —                     | —                     | —                     |
| 2014   | Ça (Claire Keim et Jean-Jacques Goldman)                                                   | 147                   | —                     | —                     | —                     |
| 2014   | L'Envie d'aimer (Les Enfoirés - Hélène Ségara, Liane Foly, Julie Zenatti et Chimène Badi)  | 135                   | —                     | —                     | —                     |
| 2014   | Pendant que je chante (Obispo)                                                             | —                     | —                     | —                     | —                     |
| 2015   | Le Secret perdu (Obispo)                                                                   | 93                    | —                     | —                     | —                     |
| 2016   | Je ne sais plus, je ne veux plus (Obispo)                                                  | 157                   | —                     | —                     | —                     |
| 2018   | Chante la rue chante (Obispo)                                                              | 40                    | 24                    | —                     | —                     |
| 2018   | Rien ne dure (Obispo)                                                                      | 57                    | 32                    | —                     | —                     |
| 2020   | Pour les gens du secours (Obispo, Pagny et Lavoine)                                        | 1                     | —                     | —                     | —                     |

## Distinctions
- NRJ Music Awards :
  - Meilleur artiste masculin francophone (2001)
- Victoire de la musique :
  - Victoire du spectacle musical de l'année pour Fanlive (28 février 2004)
- Talents France Bleu :
  - Talent d'Honneur France Bleu (23 novembre 2012)
- Chevalier de l'ordre des Arts et des Lettres (2025)

## Divers
- Son nom est une anagramme de celui de Pablo Picasso[58].
- La salle polyvalente de La Lande-de-Fronsac porte son nom. Elle est inaugurée par le chanteur le 24 novembre 2013.
- Il est le compositeur et l'interprète du générique du dessin animé Anatane et les enfants d'Okura, diffusé sur France 4 entre 2018 et 2019[59].
- Sa chanson Lucie figure dans le top 50 des chansons préférées des français[Selon qui ?]
- Il signe à compter du 29 août 2022, le nouvel habillage antenne de France bleu et de ses 44 Locales.
- Il est fan du groupe de metal allemand Rammstein.